# 1918年の宝塚歌劇公演一覧
本項目では、1918年の宝塚歌劇公演一覧（1918ねんのたからづかかげきこうえんいちらん）について示す。

## 一覧
（）内は、作者または演出者名。下記の他、日曜日・祝日など随時公演。

### 宝塚公演

#### 正月公演
- 1月1日 - 1月20日　パラダイス劇場
  - 『石童丸』（橋詰せみ郎）
  - 『厩戸王子』（小林一三）
  - 『鼠の引越』（久松一聲）

#### 春季公演
- 3月20日 - 5月20日　パラダイス劇場
  - 『一寸法師』（小林一三）
  - 『新卋帶』（赤松濱荻）
  - 『神樂狐』（久松一聲）
  - 『靜御前』（久松一聲）
  - 『羅浮仙』（楳茂都陸平）

#### 夏季公演
- 7月20日 - 8月31日　パラダイス劇場
  - 『猿蟹合戦』（久松一聲）
  - 『造物主』（久松一聲）
  - 『七夕踊』（楳茂都陸平）
  - 『クレオパトラ』（小林一三）
  - 『江の島物語』（小林一三）

#### 秋季公演
- 10月20日 - 11月30日　パラダイス劇場
  - 『馬の王様』（前田牙塔）
  - 『靑葉の笛』（小林一三）
  - 『鼎法師』（楳茂都陸平）
  - 『出征軍』（小林一三）
  - 『お蠶祭』（久松一聲）

### 東京公演
- 5月26日 - 5月30日　帝国劇場
  - 『三人獵師』（久松一聲）
  - 『雛祭』（小林一三）
  - 『櫻大名』（久松一聲）
  - 『ゴザムの市民』（加藤邦）
  - 『コサックの出陣』（獏與太平）
  - 『下界』（久松一聲）
  - 『羅浮仙』（楳茂都陸平）

### 宝塚・東京以外の公演
- 1月29日　神戸・聚楽館
  - 『桃色鸚鵡』（小林一三）
  - 『石童丸』（橋詰せみ郎）
  - 『厩戸王子』（小林一三）
  - 『鼠の引越』（久松一聲）

- 5月4日　大阪・近松座
  - 『ゴザムの市民』
  - 『三人獵師』

- 6月2日　名古屋・御園座
  - 『ゴザムの市民』
  - 『三人獵師』
  - 『コサック出陣』
  - 『桜大名』

- 6月6日・7日　京都・岡崎公会堂
  - 『神樂狐』
  - 『コサック出陣』
  - 『ゴザムの市民』

- 7月3日　神戸・聚楽館
  - 『羅浮仙』
  - 『神樂狐』
  - 『新世帯』
  - 『静御前』

- 9月26日・27日　京都・岡崎公会堂

- 12月3日　大阪・中央公会堂
  - 『ゴザムの市民』
  - 『神樂狐』

- 12月14日・15日　大阪・中央公会堂
  - 『馬の王様』（前田牙塔）
  - 『神樂狐』（久松一聲）
  - 『クレオパトラ』（小林一三）
  - 『羅浮仙』（楳茂都陸平）
  - 『鼎法師』（楳茂都陸平）
  - 『唖女房』（坪内士行）

- 12月17日　神戸・聚楽館
  - 『馬の王様』
  - 『鼎法師』
  - 『唖女房』
  - 『お蠶祭』